# (2692) Tchkalov
(2692) Tchkalov (désignation internationale (2692) Chkalov) est un astéroïde de la ceinture principale. Il a été ainsi baptisé en hommage à Valéry Tchkalov (1904-1938), pionnier de l'aviation soviétique.